# Calyptranthes munizii
Calyptranthes munizii är en myrtenväxtart som beskrevs av Attila L. Borhidi. Calyptranthes munizii ingår i släktet Calyptranthes och familjen myrtenväxter. Inga underarter finns listade i Catalogue of Life.